# Hexactinella lata
Hexactinella lata är en svampdjursart som först beskrevs av Schulze 1886.  Hexactinella lata ingår i släktet Hexactinella och familjen Tretodictyidae. Inga underarter finns listade i Catalogue of Life.